# Asklepios Fachklinikum Stadtroda
Das Asklepios Fachklinikum Stadtroda ist ein psychiatrisches und neurologisches Fachkrankenhaus in Stadtroda, Thüringen. Träger ist die Klinikgruppe Asklepios Kliniken. Zum Haus zählt auch eine Abteilung für den Maßregelvollzug.

## Geschichte
Die Anstalt als Heil- und Pflegestätte für Geisteskranke des Herzogtums Sachsen-Altenburg und als Kreiskrankenhaus für heilbare Körperbehinderte aus dem Westkreis wurde 1848 eingerichtet. Im Jahre 1886 wurde das Martinshaus als Zweiganstalt für schwachsinnige Kinder im Alter von 6 bis 16 Jahren angeschlossen. Seitdem führte es die Bezeichnung „Genesungshaus in Roda mit Idiotenanstalt“.
1924 erfolgte die Umbenennung des Genesungshauses in „Thüringische Landesheilanstalt in Stadtroda“.

### Zeit des Nationalsozialismus
In der Zeit des Nationalsozialismus wurden behinderte und andere als minderwertig geltende Patienten ermordet. Ein Teil der Patienten wurde über die sächsische Zwischenstation Zschadraß in die Tötungsanstalt Pirna-Sonnenstein deportiert und dort ermordet. Die Zahl der an das Anatomische Institut in Jena gelieferten Leichen stieg signifikant. Im Haus wurde eine „Kinderfachabteilung“ eingerichtet. Ab 1941 waren die Thüringer Landesheilanstalten Stadtroda das Zentrum zur Tötung behinderter Kinder in Thüringen. Zu den Tätern zählen Gerhard Kloos und Margarete Hielscher. Das Ministerium für Staatssicherheit unterband nach dem Krieg eine strafrechtliche Aufarbeitung der Krankenmorde in Stadtroda.

### Nachkriegszeit
Seit 1947 heißt die Anstalt „Landeskrankenhaus Stadtroda“.

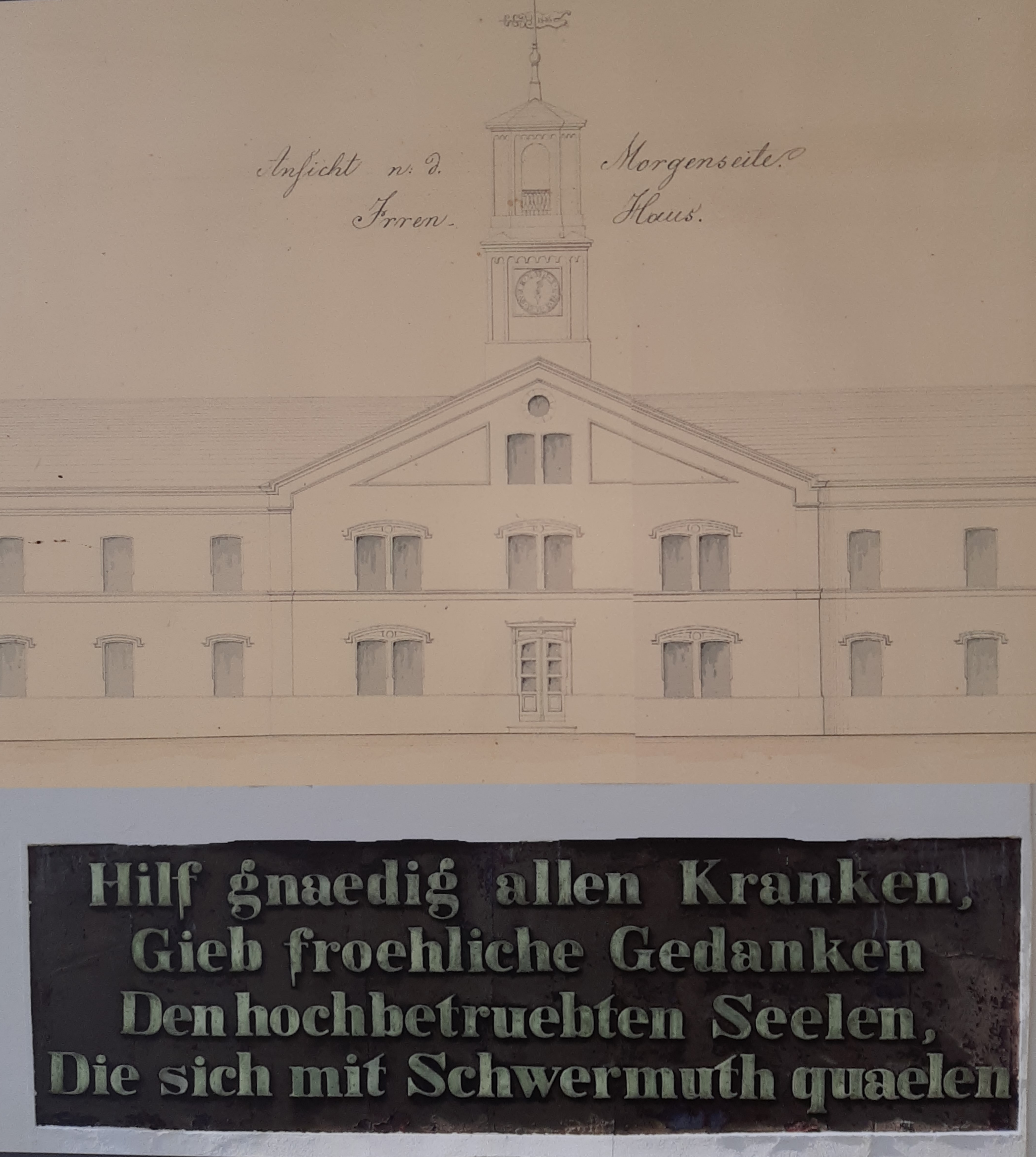

Seit 2004 firmiert das Krankenhaus als „Asklepios Fachklinikum Stadtroda GmbH“ als Teil der Askepios-Gruppe.